# 埼玉県道105号さいたま鳩ヶ谷線

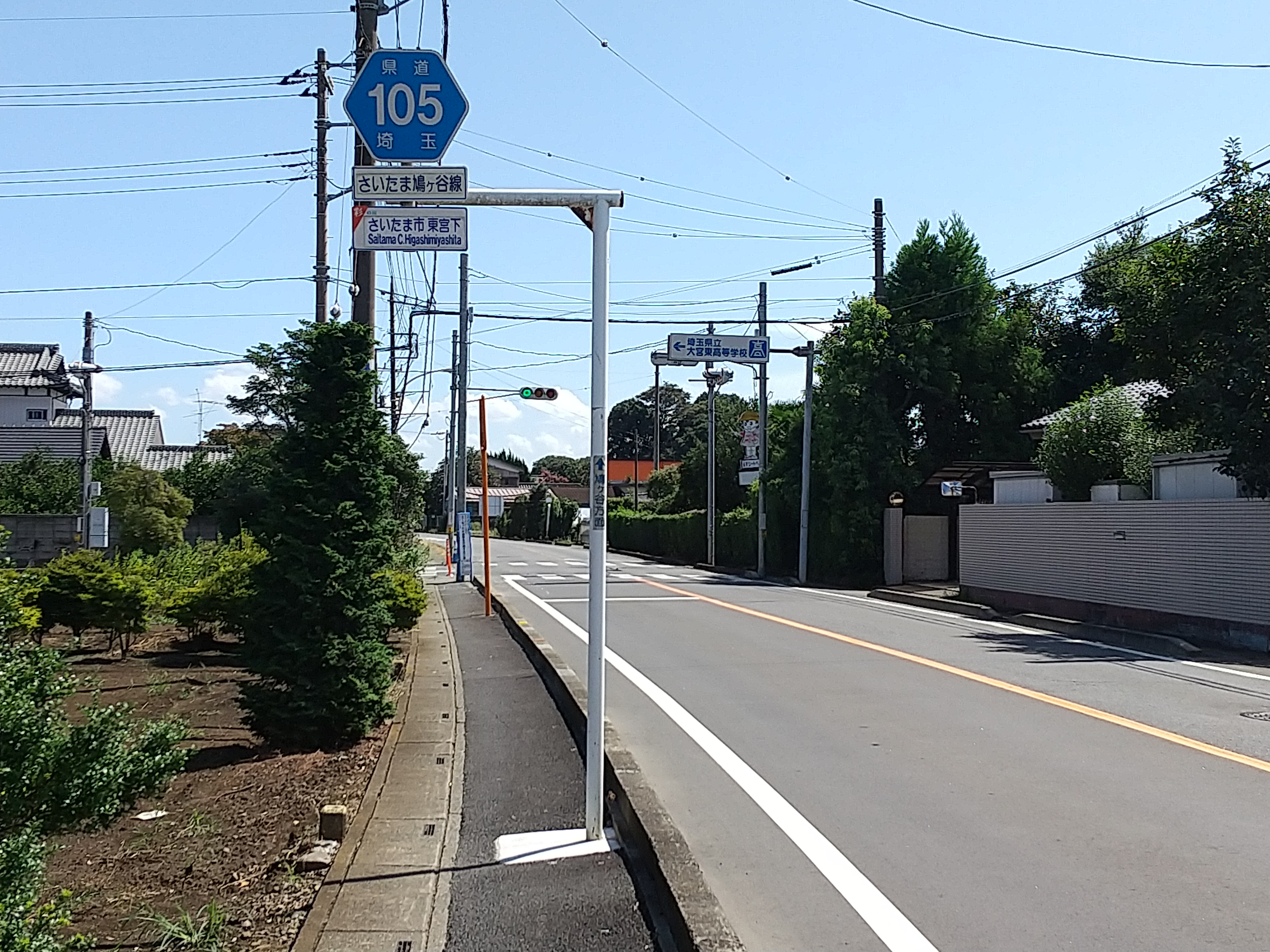
さいたま市見沼区東宮下付近

埼玉県道105号さいたま鳩ヶ谷線（さいたまけんどう105ごう さいたまはとがやせん）は、埼玉県さいたま市見沼区から同県川口市までを結ぶ一般県道である。

## 概要
さいたま市見沼区の東宮下交差点から川口市の鳩ヶ谷変電所前交差点（終点）までを日光御成道と呼び、かつ全線を通して主要地方道東京岩槻線、1963年（昭和38年）の第3次二級国道指定後は国道122号の一部であったが、1977年（昭和52年）3月18日に一般県道に降格した。
国道463号以南は幅員の狭い区間が多く、沿線住民の生活道路にもなっている。
2011年に終点となる鳩ヶ谷市は川口市へ編入合併されて川口市となったが、現在でも路線名の変更はされていない。
なお、埼玉県道1号さいたま川口線という路線が既に存在している。
沿線では旧岩槻街道、旧岩、旧ワンツーツーと呼ばれる。

## 路線データ
- 総延長：14.283 km[要出典]
- 起点：さいたま市見沼区大字東門前（埼玉県道2号さいたま春日部線交点、七里駅入口交差点）
- 終点：埼玉県川口市南鳩ヶ谷（国道122号交点、鳩ヶ谷変電所前交差点）

## 地理

### 通過する自治体
- 埼玉県
  - さいたま市（見沼区、緑区）
  - 川口市

### 接続・交差する道路
| 交差する道路                                  | 交差する道路                                  | 交差点名       | 所在地     | 所在地 |
| --------------------------------------------- | --------------------------------------------- | -------------- | ---------- | ------ |
| 埼玉県道322号東門前蓮田線・蓮田方面           |                                               |                |            |        |
| 埼玉県道2号さいたま春日部線                   | 埼玉県道2号さいたま春日部線                   | 七里駅入口     | さいたま市 | 見沼区 |
| 埼玉県道65号さいたま幸手線                    | 埼玉県道65号さいたま幸手線                    | 東宮下         | さいたま市 | 見沼区 |
| 埼玉県道214号新方須賀さいたま線               | -                                             | 上野田         | さいたま市 | 緑区   |
| -                                             | 埼玉県道214号新方須賀さいたま線               | 浦和東高校入口 | さいたま市 | 緑区   |
| 国道463号（越谷浦和バイパス）                 | 国道463号（越谷浦和バイパス）                 | 鶴巻陸橋西     | さいたま市 | 緑区   |
| 国道122号                                     | 国道122号                                     | 大門北         | さいたま市 | 緑区   |
| 東北自動車道                                  | 東北自動車道                                  | ※非接続        | さいたま市 | 緑区   |
| 国道463号                                     |                                               | 大門上         | さいたま市 | 緑区   |
|                                               | 国道463号                                     | 大門小入口     | さいたま市 | 緑区   |
| 埼玉県道・東京都道103号吉場安行東京線         | 埼玉県道・東京都道103号吉場安行東京線         | 新町           | 川口市     | 川口市 |
| 国道298号                                     | 国道298号                                     | 石神南         | 川口市     | 川口市 |
| 東京外環自動車道                              | 東京外環自動車道                              | ※非接続        | 川口市     | 川口市 |
| 東京都道・埼玉県道239号足立川口線             | 東京都道・埼玉県道239号足立川口線             | 西新井宿       | 川口市     | 川口市 |
| 首都高速川口線                                | 首都高速川口線                                | ※非接続        | 川口市     | 川口市 |
|                                               | 埼玉県道161号越谷川口線                       | 桜町5丁目      | 川口市     | 川口市 |
| 埼玉県道111号蕨桜町線                         |                                               |                | 川口市     | 川口市 |
|                                               | 埼玉県道328号金明町鳩ヶ谷線                   | 本町2丁目      | 川口市     | 川口市 |
| 埼玉県道34号さいたま草加線                    | 埼玉県道34号さいたま草加線                    | 鳩ヶ谷支所西   | 川口市     | 川口市 |
| 国道122号 東京都道・埼玉県道106号東京鳩ヶ谷線 | 国道122号 東京都道・埼玉県道106号東京鳩ヶ谷線 | 鳩ヶ谷変電所前 | 川口市     | 川口市 |

### 重複区間
- 埼玉県道214号新方須賀さいたま線（さいたま市緑区、上野田交差点 - 浦和東高校入口交差点）
- 国道463号（さいたま市緑区、大門上交差点 - 大門小学校入口交差点）- 日光御成道の大門宿本陣・脇本陣があった。

### 交差する鉄道路線、河川
- JR武蔵野線（東浦和駅 - 東川口駅間） - 立体交差
- 埼玉高速鉄道（新井宿駅 - 鳩ヶ谷駅間） - 地下運転
- 見沼代用水東縁（さいたま市見沼区東宮下、川口市）

### 沿道の主な施設
| 施設                                                     | 所在地     | 所在地 |
| -------------------------------------------------------- | ---------- | ------ |
| 七里郵便局                                               | さいたま市 | 見沼区 |
| さいたま市見沼区役所七里支所                             | さいたま市 | 見沼区 |
| JAさいたま七里支店                                       | さいたま市 | 見沼区 |
| 大宮東警察署七里交番                                     | さいたま市 | 見沼区 |
| さいたま市立七里小学校                                   | さいたま市 | 見沼区 |
| 七里ゴルフガーデン                                       | さいたま市 | 見沼区 |
| 武蔵野銀行七里支店                                       | さいたま市 | 見沼区 |
| さいたま市立七里中学校                                   | さいたま市 | 見沼区 |
| 埼玉県立大宮東高等学校                                   | さいたま市 | 見沼区 |
| 七里総合公園                                             | さいたま市 | 見沼区 |
| 国際興業バスさいたま東営業所                             | さいたま市 | 緑区   |
| 浦和競馬場野田レーニングセンター                         | さいたま市 | 緑区   |
| 慶應義塾大学浦和共立キャンパス                           | さいたま市 | 緑区   |
| さぎ山記念公園・見沼自然公園                             | さいたま市 | 緑区   |
| 埼玉県立浦和東高等学校                                   | さいたま市 | 緑区   |
| 浦和代山郵便局                                           | さいたま市 | 緑区   |
| 浦和学院高等学校                                         | さいたま市 | 緑区   |
| 浦和東警察署上野田駐在所                                 | さいたま市 | 緑区   |
| さいたま市立野田小学校                                   | さいたま市 | 緑区   |
| 浦和大学                                                 | さいたま市 | 緑区   |
| 青山学院大学系属浦和ルーテル学院小学校・中学校・高等学校 | さいたま市 | 緑区   |
| さいたま市立美園中学校                                   | さいたま市 | 緑区   |
| 東北自動車道浦和インターチェンジ                         | さいたま市 | 緑区   |
| 大門宿                                                   | さいたま市 | 緑区   |
| さいたま市立大門小学校                                   | さいたま市 | 緑区   |
| 東川口駅                                                 | 川口市     | 川口市 |
| 川口市立神根東小学校                                     | 川口市     | 川口市 |
| 川口市立神根中学校                                       | 川口市     | 川口市 |
| 新井宿駅                                                 | 川口市     | 川口市 |
| 地蔵院                                                   | 川口市     | 川口市 |
| 武南警察署鳩ヶ谷交番                                     | 川口市     | 川口市 |
| 川口市立鳩ヶ谷福祉センター                               | 川口市     | 川口市 |
| 埼玉りそな銀行鳩ヶ谷支店                                 | 川口市     | 川口市 |
| 青木信用金庫鳩ヶ谷支店                                   | 川口市     | 川口市 |
| 川口市文化財センター分館郷土資料館                       | 川口市     | 川口市 |
| 鳩ヶ谷氷川神社                                           | 川口市     | 川口市 |
| 川口市立鳩ヶ谷小学校                                     | 川口市     | 川口市 |
| 鳩ヶ谷宿                                                 | 川口市     | 川口市 |
| 川口市役所鳩ヶ谷支所                                     | 川口市     | 川口市 |
| はとがや病院                                             | 川口市     | 川口市 |

## ギャラリー

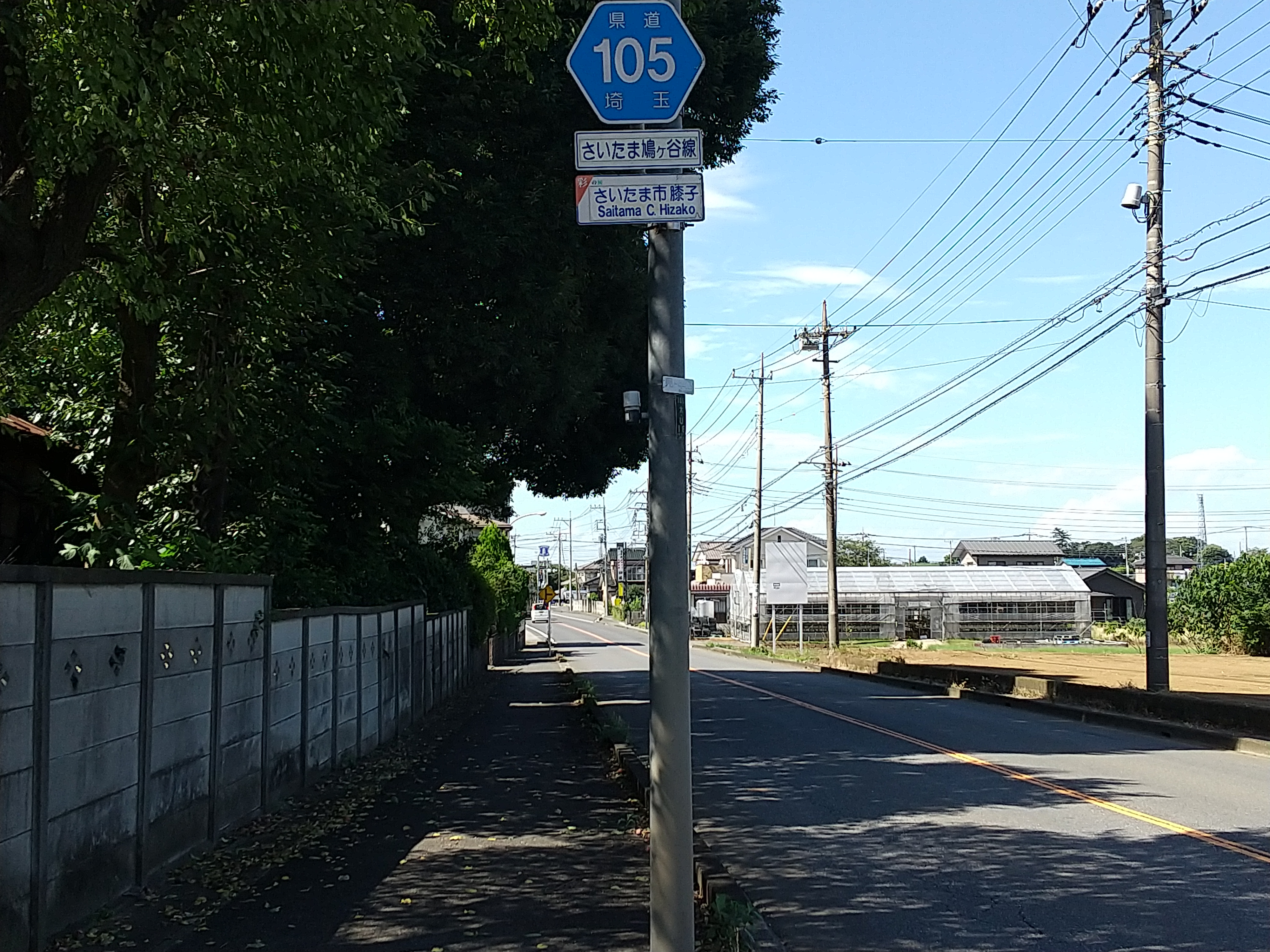
さいたま市見沼区膝子付近
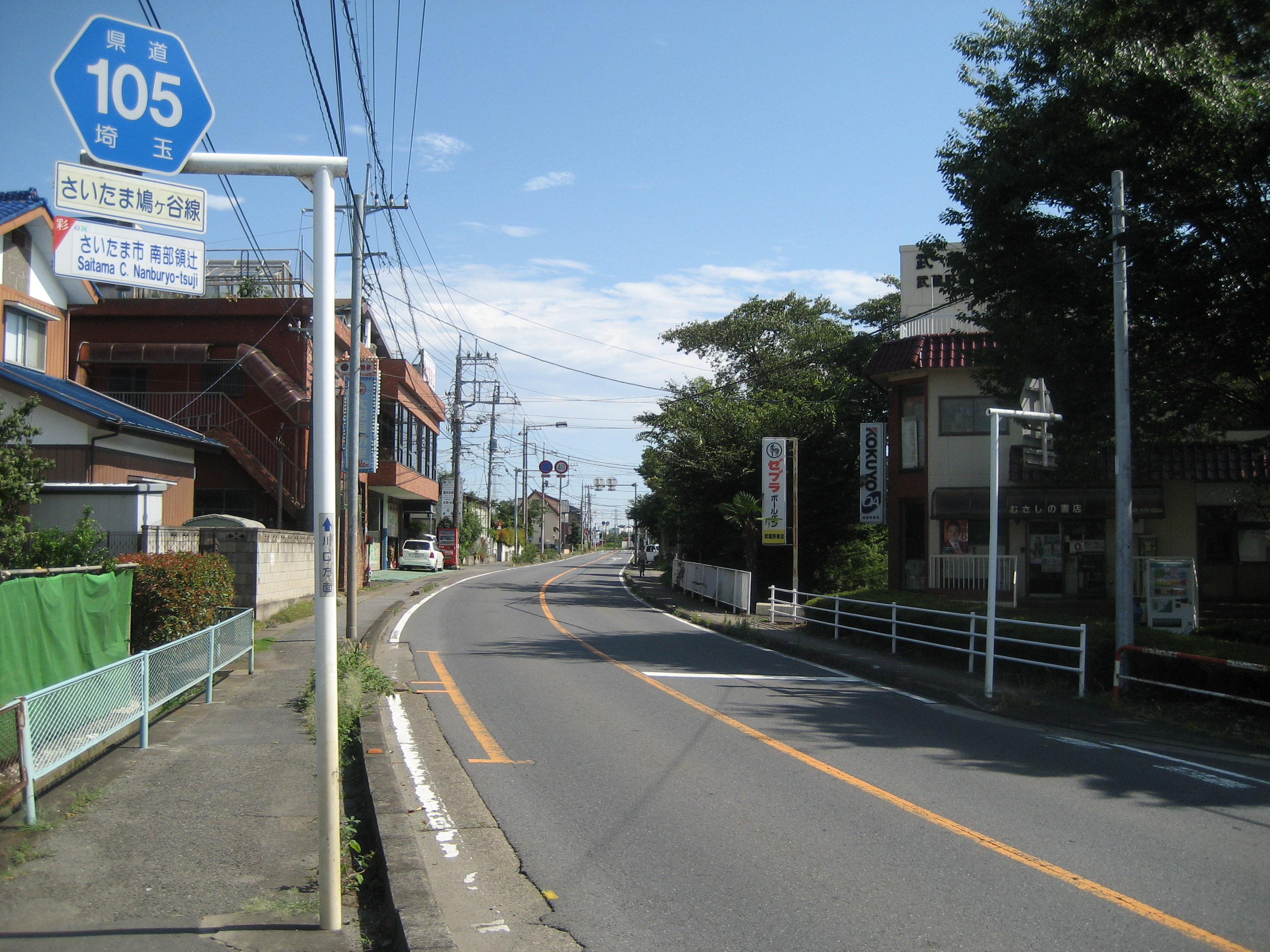
さいたま市緑区南部領辻付近
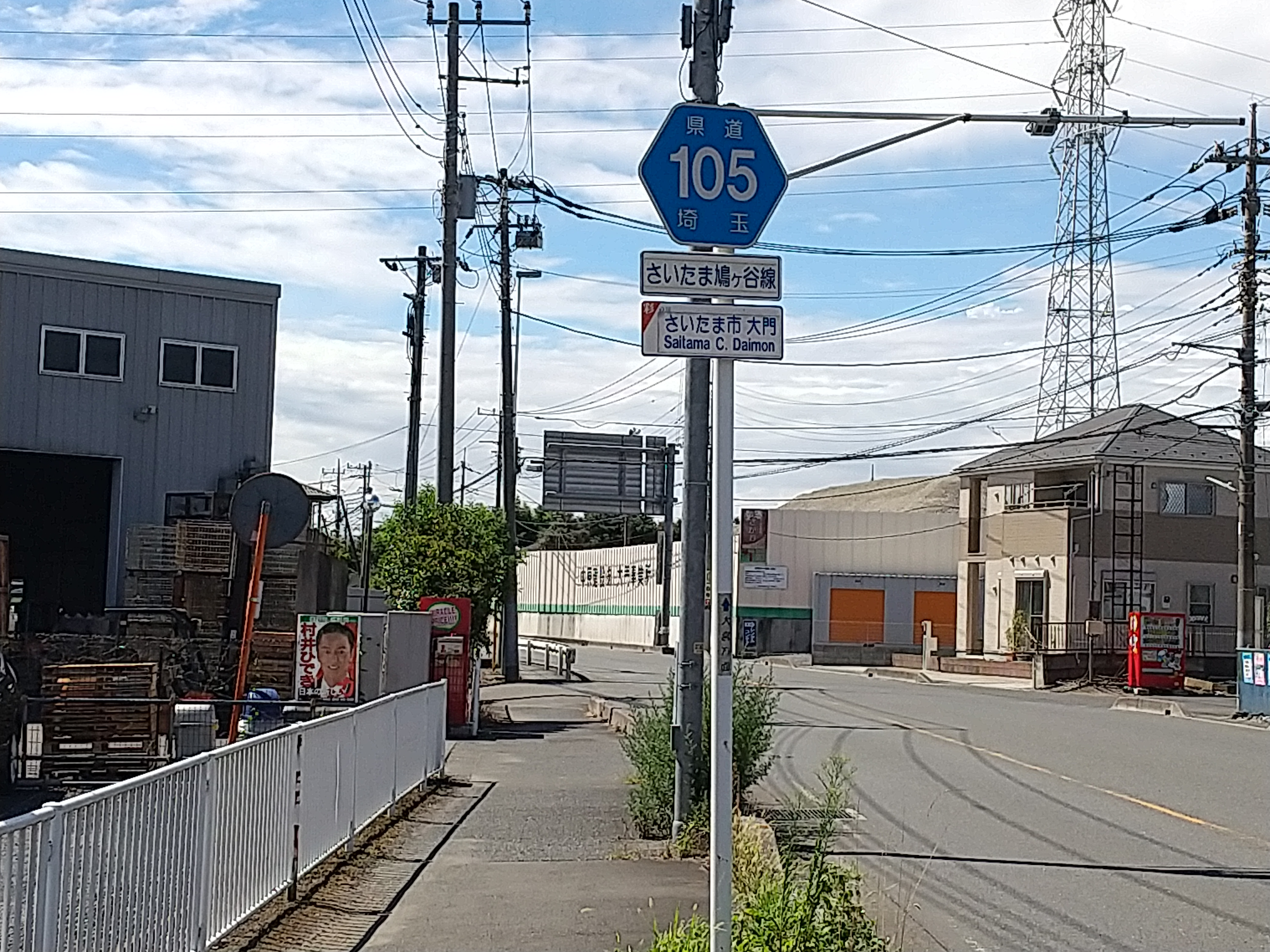
さいたま市緑区大門付近
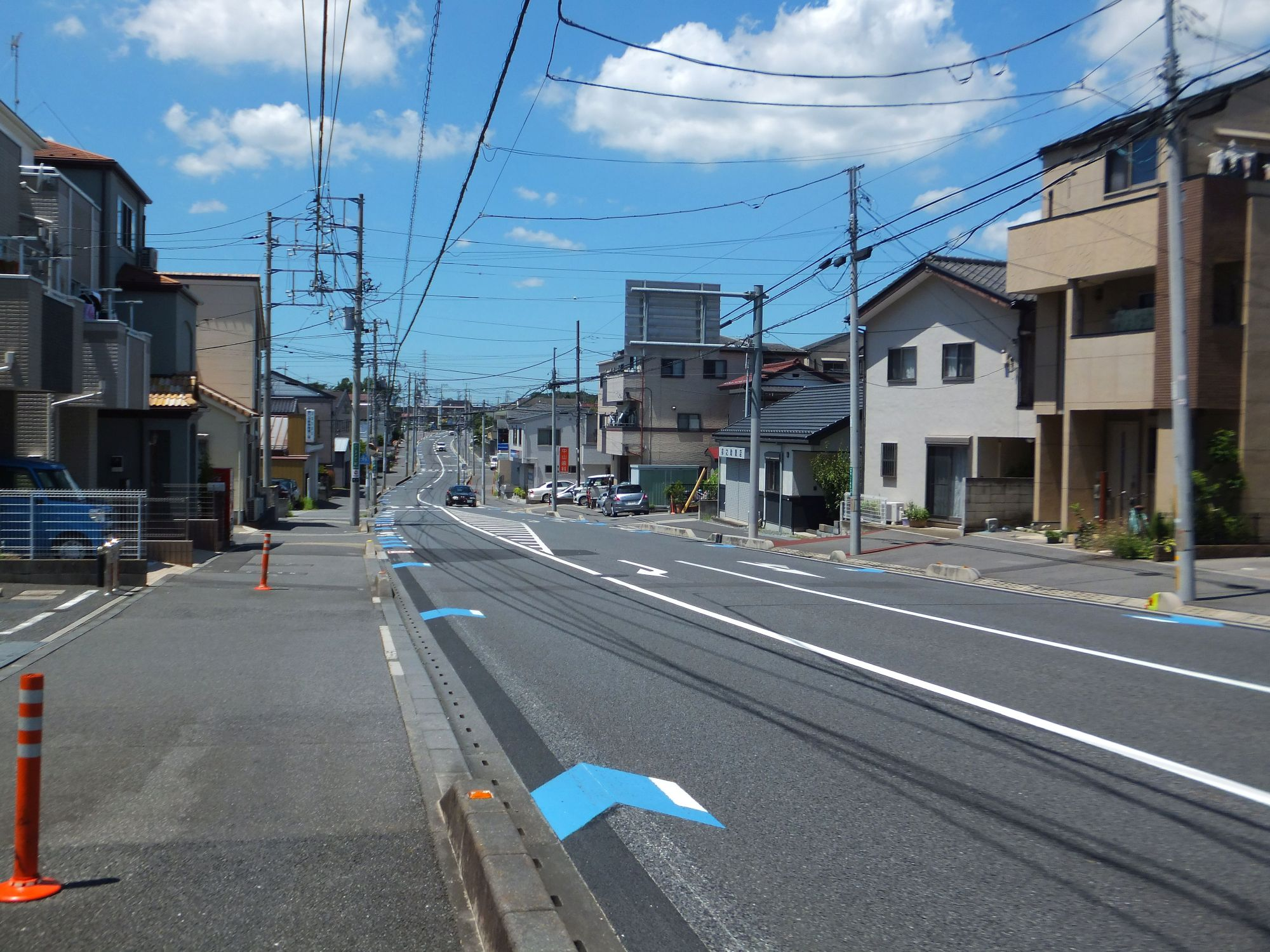
川口市桜町付近
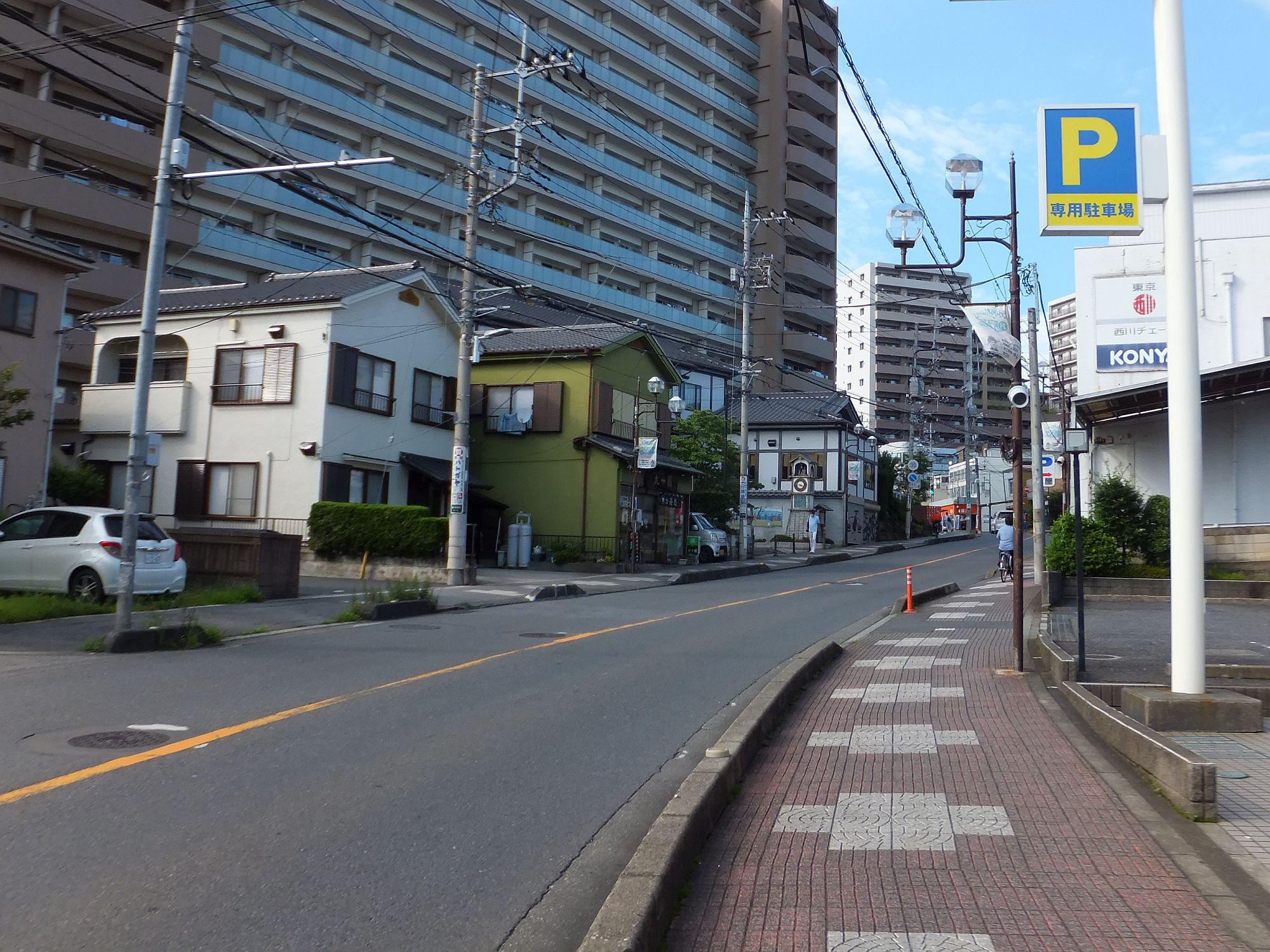
川口市鳩ヶ谷本町付近